# George Dempsey
George Dempsey (11 de agosto de 1905 — agosto de 1985) foi um ciclista australiano. Ele representou a Austrália nos Jogos Olímpicos de Verão de 1924, competindo na prova de velocidade e de 50 km.